# پسر و دیو
پسر و دیو (ژاپنی: バケモノの子 هپبورن: Bakemono no Ko) یک فیلم سینمایی انیمیشنی در ژانر اکشن فانتزی به نویسندگی و کارگردانی مامورو هوسودا و محصول سال ۲۰۱۵ کشور ژاپن است. کوجی یاکوشو، آئویی میازاکی، شوتا سومه‌تانی، سوزو هیروسه، کازوهیرو یاماجی، کومیکو آسو، هارو کوروکی، ماساهیکو تسوگاوا، لیلی فرانکی و یو اوایزومی صداپیشگان فیلم هستند. پسر و دیو در تاریخ ۱۱ ژوئیه ۲۰۱۵ در ژاپن اکران شد. فیلم با واکنش‌های مثبتی از سوی منتقدان همراه بود، و جایزهٔ پویانمایی سال را در سی و هفتمین جایزه آکادمی فیلم ژاپن برنده شد.

## صداپیشگان
| شخصیت                | بازیگران                           | بازیگران                         |
| شخصیت                | ژاپنی                              | انگلیسی                          |
| -------------------- | ---------------------------------- | -------------------------------- |
| کیوتا (九太)/رن (蓮) | شوتا سومتانی، آئویی میازاکی (کودک) | اریک ویل، لوسی کریستیان (کودک)   |
| کوماتتسو (熊徹)      | کوجی یاکوشو                        | جان سوویزی                       |
| کائده (楓)           | سوزو هیروسه                        | برین آپریل                       |
| ایچیروهیکو (一郎彦)  | مامورو میانو، هارو کوروکی (کودک)   | آستین تیندل، مورگان بری (کودک)   |
| تاتارا (多々良)      | یو اوایزومی                        | ایان سینکلر                      |
| هیاکوشوبو (百秋坊)   | لیلی فرانکی                        | الکس اورگن                       |
| سوشی (宗師)          | ماساهیکو تسوگاوا                   | استیو پاول                       |
| ایوزن                | کازوهیرو یاماجی                    | شان هنیگان                       |
| جیرومارو (二郎丸)    | کاپی یاماگوچی، موموکا اونو (کودک)  | جاش گرل، بریتنی کاربوفسکی (کودک) |
| چیکو (チコ)          | سومیره موروهوشی                    | مونیکا ریال                      |
| پدر رن               | کئیشی ناگاتسوکا                    | چاک هوبر                         |
| مادر رن              | کومیکو آسو                         | جسیکا کوانا                      |